# Kanton Saint-Amans-des-Cots
Kanton Saint-Amans-des-Cots (francouzsky Canton de Saint-Amans-des-Cots) je francouzský kanton v departementu Aveyron v regionu Midi-Pyrénées. Tvoří ho šest obcí.

## Obce kantonu
- Campouriez
- Florentin-la-Capelle
- Huparlac
- Montézic
- Saint-Amans-des-Cots
- Saint-Symphorien-de-Thénières